# Bernard Altum
Johann Bernard Theodor Altum (Münster, 31 de diciembre de 1824- Eberswalde, 1 de febrero de 1900) fue un sacerdote católico, zoólogo, y agrónomo forestal (dasonomía) alemán. Fue un importante ornitólogo y el primero en presentar una teoría sobre la noción del territorio de las aves en la que contaban mucho los trinos.
Bernard Altum estudió primero teología en su pueblo natal, más tarde filosofía que continúa en Berlín a partir de 1853. Pero su vocación por las ciencias naturales le lleva a estudiar más tarde anatomía y fisiología y a trabajar bajo la dirección de Martin Lichtenstein en el Museum für Naturkunde der Humboldt-Universität zu Berlin y más tarde se doctora en ciencias naturales en la Universidad Humboldt de Berlín en 1855. En 1856, de vuelta en Münster se hace profesor en la Realschule. En 1859, se le habilitó para ser académico de zoología y durante este periodo buscó la forma de que se impartiera zoología desde el colegio como se puede leer en su obra de 1863, Winke zur Hebung des zoologischen Unterrichts.
En 1869, sucedió a Julius Theodor Christian Ratzeburg como profesor de ciencias en la escuela forestal de Eberswalde (50 km al noreste de Berlín). Allí estudió sobre todo la cuestión de protección forestal y publicó la obra de tres tomos Forstzoologie 1872 y 1875 entre otras obras.
Además de sus libros publicó diversos tratados en diferentes publicaciones especializadas y fue fuerte defensor de la teoría de la evolución teleológica contra Charles Darwin y en 1891 le concedieron el título de Geheimrat.